# Серрас-ди-Судести (микрорегион)

Серрас-ди-Судести на карте.

Серрас-ди-Судести (порт. Microrregião das Serras de Sudeste) — микрорегион в Бразилии, входит в штат Риу-Гранди-ду-Сул. Составная часть мезорегиона Юго-восток штата Риу-Гранди-ду-Сул. 
Население составляет 	116 423	 человека (на 2010 год). Площадь — 	16 421,340	 км². Плотность населения — 	7,09	 чел./км².

## Демография
Согласно сведениям, собранным в ходе переписи 2010 г. Национальным институтом географии и статистики (IBGE), население микрорегиона составляет:						
| Полное население                             | Полное население                             | Полное население                             | Полное население                             | 116 423 |
| -------------------------------------------- | -------------------------------------------- | -------------------------------------------- | -------------------------------------------- | ------- |
| в том числе:                                 | Городское население                          | 72 838                                       | Процент городского населения, %              | 62,56   |
|                                              | Сельское население                           | 43 585                                       | Процент сельского населения, %               | 37,44   |
|                                              | Мужское население                            | 58 232                                       | Процент мужского населения, %                | 50,02   |
|                                              | Женское население                            | 58 191                                       | Процент женского населения, %                | 49,98   |
| Плотность населения, чел/км²                 | Плотность населения, чел/км²                 | Плотность населения, чел/км²                 | Плотность населения, чел/км²                 | 7,09    |
| Население микрорегиона в % к населению штата | Население микрорегиона в % к населению штата | Население микрорегиона в % к населению штата | Население микрорегиона в % к населению штата | 1,09    |

## Статистика
- Валовой внутренний продукт на 2003 составляет 970 324 775,00 реалов (данные: Бразильский институт географии и статистики).
- Валовой внутренний продукт на душу населения на 2003 составляет 8152,46 реалов (данные: Бразильский институт географии и статистики).
- Индекс развития человеческого потенциала на 2000 составляет 0,744 (данные: Программа развития ООН).

## Состав микрорегиона
В составе микрорегиона включены следующие муниципалитеты:
1. Амарал-Феррадор
2. Кандиота
3. Касапава-ду-Сул
4. Энкрузильяда-ду-Сул
5. Педрас-Алтас
6. Пиньейру-Машаду
7. Пиратини
8. Сантана-да-Боа-Виста